# Xã Ninnescah, Quận Sedgwick, Kansas
Xã Ninnescah (tiếng Anh: Ninnescah Township) là một xã thuộc quận Sedgwick, tiểu bang Kansas, Hoa Kỳ. Năm 2010, dân số của xã này là 3.231 người.